# Stellaria pubera
Stellaria pubera là loài thực vật có hoa thuộc họ Cẩm chướng. Loài này được Michx. miêu tả khoa học đầu tiên năm 1803.